# スズキ・イントルーダー
イントルーダー (Intruder) は、スズキ株式会社が製造販売するクルーザー（アメリカン）タイプのオートバイ。排気量別にシリーズ車種として生産されている。
車種名の「イントルーダー（英: Intruder）」とは、英語で「侵入者」などを意味する語。

## 概要
1980年代の第1世代から、1990年代前半の第2世代、1990年代後前半の第3世代、2000年代の第4世代から2010年代の第5世代へと、各モデルは断続的に登場している。ただし、この世代区分は解説上の便宜的なものでメーカー公式のものではく、2001年を例にとってみれば、第1世代としたVS1400GL、第2世代としたイントルーダー800（VS52C型）、第3世代としたイントルーダーLC系の各モデル、第4世代としたイントルーダークラシック系のモデルは、同時に展開されている（ただし日本国内向けまたは輸出仕向け地によってそれぞれラインナップは異なる）。以上のように、日本国内モデルに関してはラインナップ上の断絶があるものの、海外モデルも含めれば、1985年の登場以来途切れることなく生産され続けている。
第1世代のVS750イントルーダーでは「イントルーダー」はサブネームであったが、第2世代からはイントルーダー800 / イントルーダー400のように車名となり、第3世代ではイントルーダーLCと名称変更された。なお、「LC」とは“伝説的”かつ“伝統的”を意味する「レジェンダリークラシック（英: Legendary Classic）」の略称である。第4世代ではイントルーダークラシック800 / イントルーダークラシック400と再度変更された。
イントルーダーシリーズは、いずれもOHC方式のV型2気筒エンジンを搭載するが、冷却方式やバルブ数などの設定は各モデル毎に異なっている。
また、1,500 ccクラスと250 ccクラスの「LC」モデルを例外として、750 ccモデルと1,400 ccモデル、ないし400 ccモデルと800 ccモデルで共通のフレームを使用した同一の車格であることも特徴となっている。

## 第1世代VS系モデル一覧

### VS750イントルーダー
VS750イントルーダーは、日本国内版「イントルーダー」シリーズの最初期モデルとして1985年（昭和60年）に発売された。輸出専用モデルのVS700GLをベースとした排気量拡大版にあたる。
VS1400GLと共通のフレームを使用し、車格や外観のデザインはほぼ共通ながら、水冷方式の4バルブOHCである点が搭載エンジンの最大の差異となり、リアブレーキがドラム式である点も異なっている。
プルバックハンドル仕様の「VS750P（輸出モデルはGLP型）」とフラットハンドル仕様の「VS750U（輸出モデルはGLF型）」が並行ラインナップされた。また、1986年（昭和61年）には特別仕様車「VS750Sエクストラリミテッド」が250台限定で発売された。なお、VS750は販売終了まで一度もマイナーチェンジを受けなかった。
日本国内での販売は1988年（昭和63年）が最後となったが、日本国外市場では同年にVS700GLの後継として「VS750GL」が登場し、1991年まで継続販売された。
VS750GL (VR51A) 仕様沿革
- 1985年：VS750GLF
- 1986年：VS750GL(E)FG / VS750GL(E)PG
- 1987年：VS750GL(E)FH / VS750GL(E)PH
- 1988年：VS750GLFJ / VS750GLPJ
- 1989年：VS750GLFK / VS750GLPK
- 1990年：VS750GLFL / VS750GLPL
- 1991年：VS750GLFM / VS750GLPM

### VS700GL / Intruder700
VS700GLは、おもに北米向けの輸出専用モデルとして1985年に発売された。1986年モデルを初期型として1987年モデルまで販売され、1988年にVS750GLへと更新され生産終了となった。

### VS1400GL / Intruder1400
VS1400GLは、1987年に発売された。ラインナップ中で最大排気量のフラグシップモデルとして登場し、2009年の最終型まで20年以上にわたるロングセラーとなった。V型2気筒のうち、前方シリンダーには空冷式、後方シリンダー側には油冷式という、2系統の冷却方式を採用している点が特徴である。
VS750 (GL)　同様に、プルバックハンドル仕様の「VS1400GLP」とフラットハンドル仕様の「VS1400GLF」が並行ラインナップされたが、フラットハンドルには設定がない年式が存在する。
北米市場では、2004年にブルバードシリーズへのブランド統合を受けたことから、2004年モデル（VS1400GLPK4型）までが「イントルーダー1400」であり、2005年モデル（VS1400GLPK5型）以降が「ブルバードS83」となる。
2008年モデル（VS1400GLPK8型）が最終イヤーモデルとなり、2011年まで継続販売された。
なお、車名に含まれる数字の「83」はキュービックインチ換算における排気量ナンバーとなる。
VS1400GL (VX51L) 仕様沿革
- 1987年：VS1400GLPH / VS1400GLFH
- 1988年：VS1400GLPJ / VS1400GLFJ
- 1989年：VS1400GLPK
- 1990年：VS1400GLPL / VS1400GLFL
- 1991年：VS1400GLPM / VS1400GLFM
- 1992年：VS1400GLPN / VS1400GLFN
- 1993年：VS1400GLPP / VS1400GLFP
- 1994年：VS1400GLPR
- 1995年：VS1400GLPS
- 1996年：VS1400GLPT
- 1997年：VS1400GLPV
- 1998年：VS1400GLPW
- 1999年：VS1400GLPX
- 2000年：VS1400GLPY
- 2001年：VS1400GLPK1
- 2002年：VS1400GLPK2
- 2003年：VS1400GLPK3
- 2004年：VS1400GLPK4
- 2005年：VS1400GLPK5
- 2006年：VS1400GLPK6
- 2007年：VS1400GLPK7
- 2008年：VS1400GLPK8
- 2009年：VS1400GLPK9

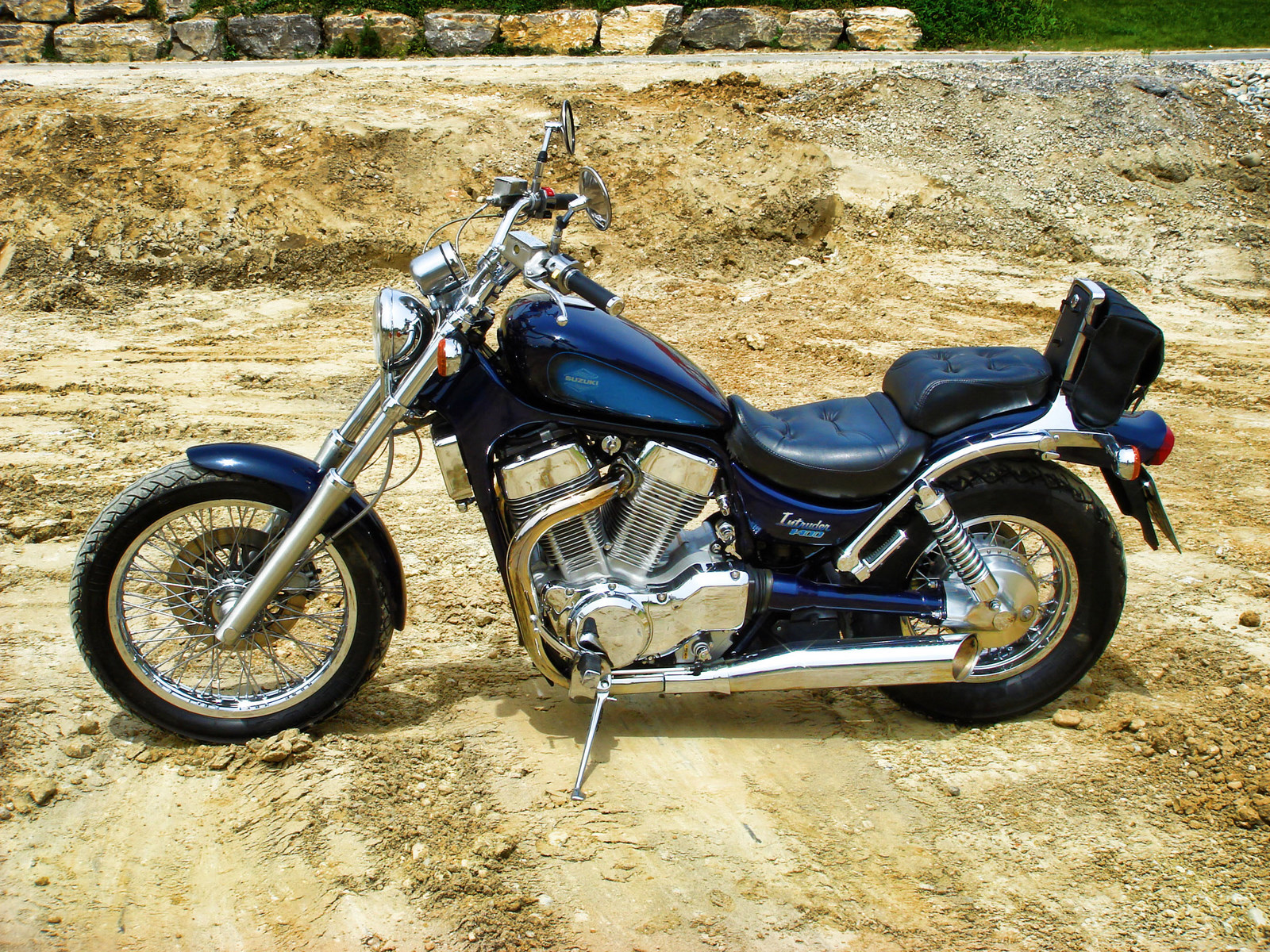
Suzuki VS1400 Intruder
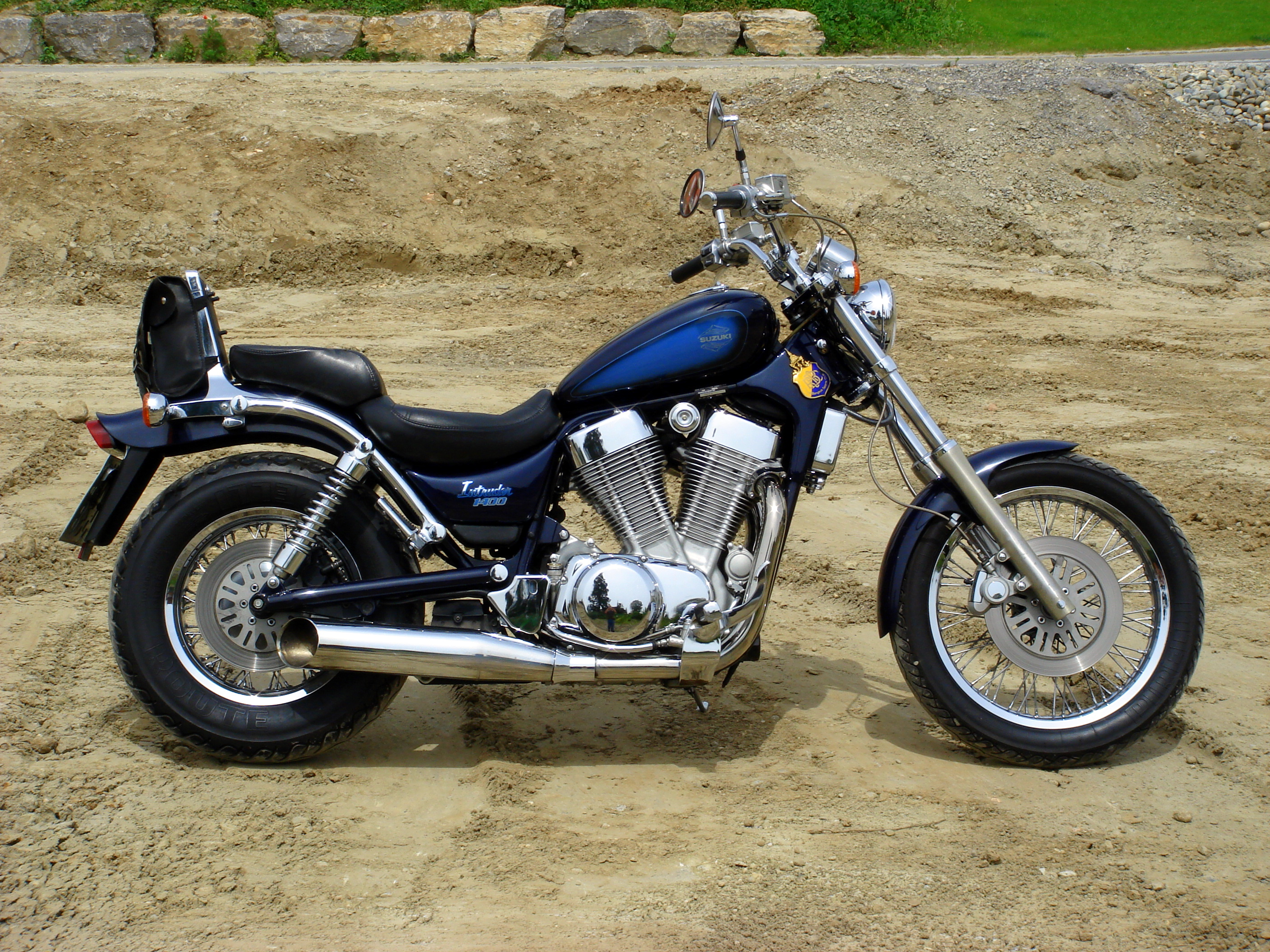
Suzuki VS1400 Intruder

## 第2世代VS系モデル一覧

### イントルーダー800
イントルーダー800は、VS750イントルーダーのデザインを踏襲し、1993年に発売された。1996年に、同系エンジンを搭載するドラッグスタイルのモデルデスペラード800の登場と入れ替わりで、同年をもって販売終了となった。
日本国外市場ではVS750の後継として1992年（平成4年）に登場した。
北米市場では、2004年にブルバードシリーズへのブランド統合を受けたことから、2004年モデル（VS800GLK4型）までが「イントルーダー800」であり、2005年モデル（VS800GLK5型）以降が「ブルバードS50」となる。
2009年モデル（VS800GLK9型）が最終イヤーモデルとなり、2011年まで継続販売された。
なお、車名に含まれる数字の「50」はキュービックインチ表記における排気量である。
VS800GL (VS52C) 仕様沿革
- 1992年：VS800GLN
- 1993年：VS800GLP
- 1994年：VS800GLR
- 1995年：VS800GLS
- 1996年：VS800GLT
- 1997年：VS800GLV
- 1998年：VS800GLW
- 1999年：VS800GLX
- 2000年：VS800GLY
- 2001年：VS800GLK1
- 2002年：VS800GLK2
- 2003年：VS800GLK3
- 2004年：VS800GLK4
- 2005年：VS800K5
- 2006年：VS800K6
- 2007年：VS800K7
- 2008年：VS800K8
- 2009年：VS800K9

### VS600GL / Intruder600
VS600GLは、イントルーダー800およびイントルーダー400と共通の車体を使用し、国外専用車種となる中間排気量モデルである。
VS600GL (VN51A) 仕様沿革
- 1995年：VS600GL(U)S
- 1996年：VS600GL(U)T / VS600GLFT
- 1997年：VS600GL(U)V / VS600GLFV

### イントルーダー400
イントルーダー400は、イントルーダー800の排気量縮小版として、1994年に発売された。1996年に、同系エンジンを搭載するドラッグスタイルのモデルデスペラード400の登場と入れ替わりで、同年をもって国内では販売終了となった。
VS400 (VK51A) 仕様沿革
- 1994年：VS400UR / VS400FR
- 1995年：VS400UTR / VS400FTR
- 1996年：VS400U-T / VS400F-T

## 第3世代VL系モデル一覧

### イントルーダーLC
イントルーダーLCは、1997年に発売された。他のイントルーダーシリーズとは異なり、1462ccのV型2気筒エンジンながら油冷式を採用している点が特徴である。
車名の「LC」は、英語の「レジェンダリークラシック (Legendary Classic)」の頭文字であり、「伝統的で伝説的な」を意味する略語。
国内販売は2000年で終了している一方、輸出仕様については「VL1500」として継続された。
北米市場では、2004年にブルバードシリーズへのブランド統合を受けたことから、2004年モデル（VL1500K4型）までが「イントルーダーLC1500」であり、2005年モデル（VL1500K5型）以降が「ブルバードC90」となる。
2009年モデル（VL1500K9型）が最終イヤーモデルとなり、2011年まで継続販売された
（2012年にフルモデルチェンジされた2013年モデル以降のC90は水冷エンジン搭載の別車種）。
なお、車名に含まれる数字の「90」はキュービックインチ換算における排気量ナンバーとなる。
VL1500 (VY51A) 仕様沿革
- 1998年：VL1500W ※日本国内モデルは1997年
- 1999年：VL1500X ※日本国内モデルは1998年
- 2000年：VL1500Y
- 2001年：VL1500K1
- 2002年：VL1500K2
- 2003年：VL1500K3
- 2004年：VL1500K4
- 2005年：VL1500K5
- 2006年：VL1500K6
- 2007年：VL1500K7
- 2008年：VL1500K8
- 2009年：VL1500K9

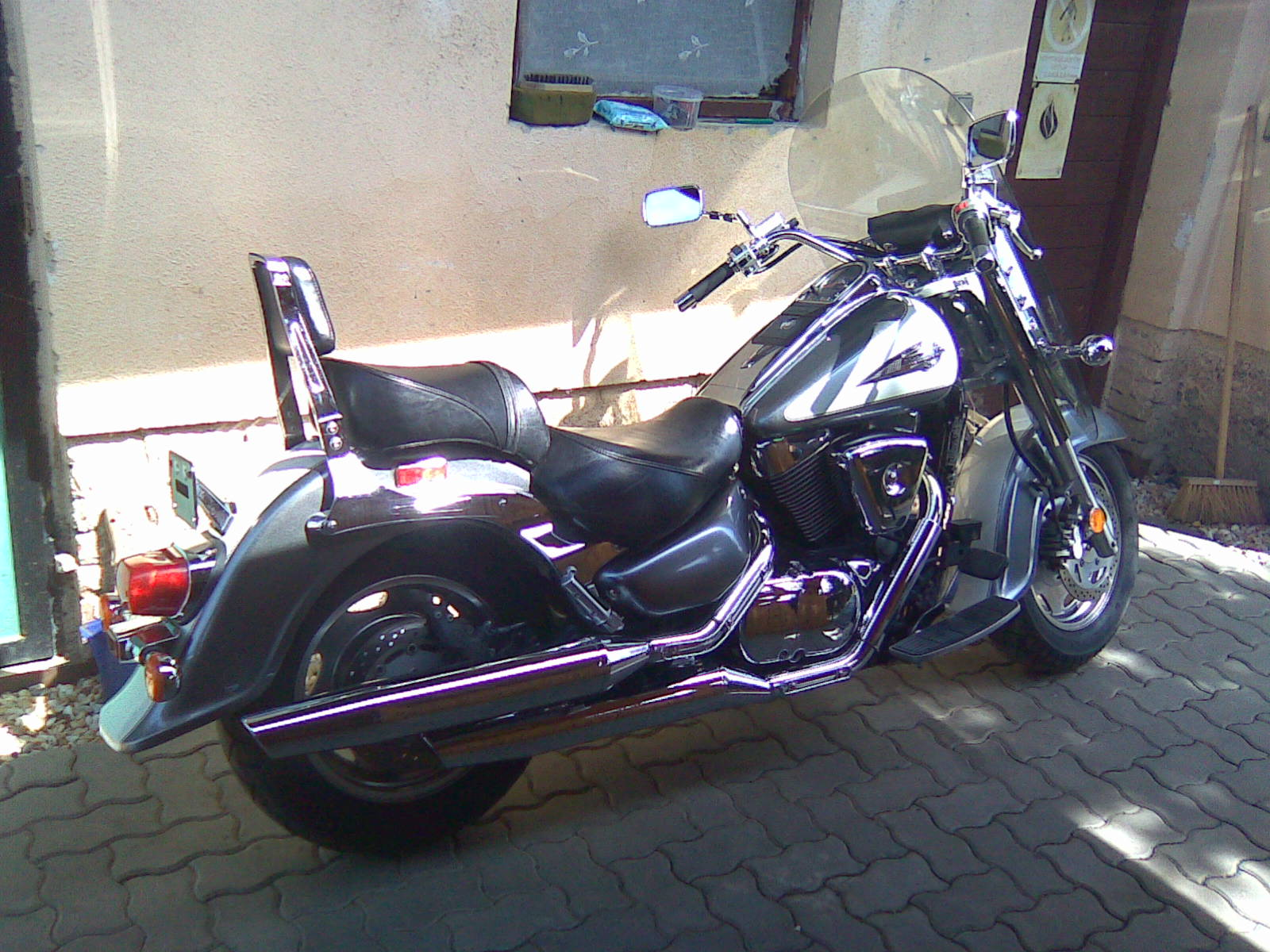
Suzuki VL1500 Intruder LC
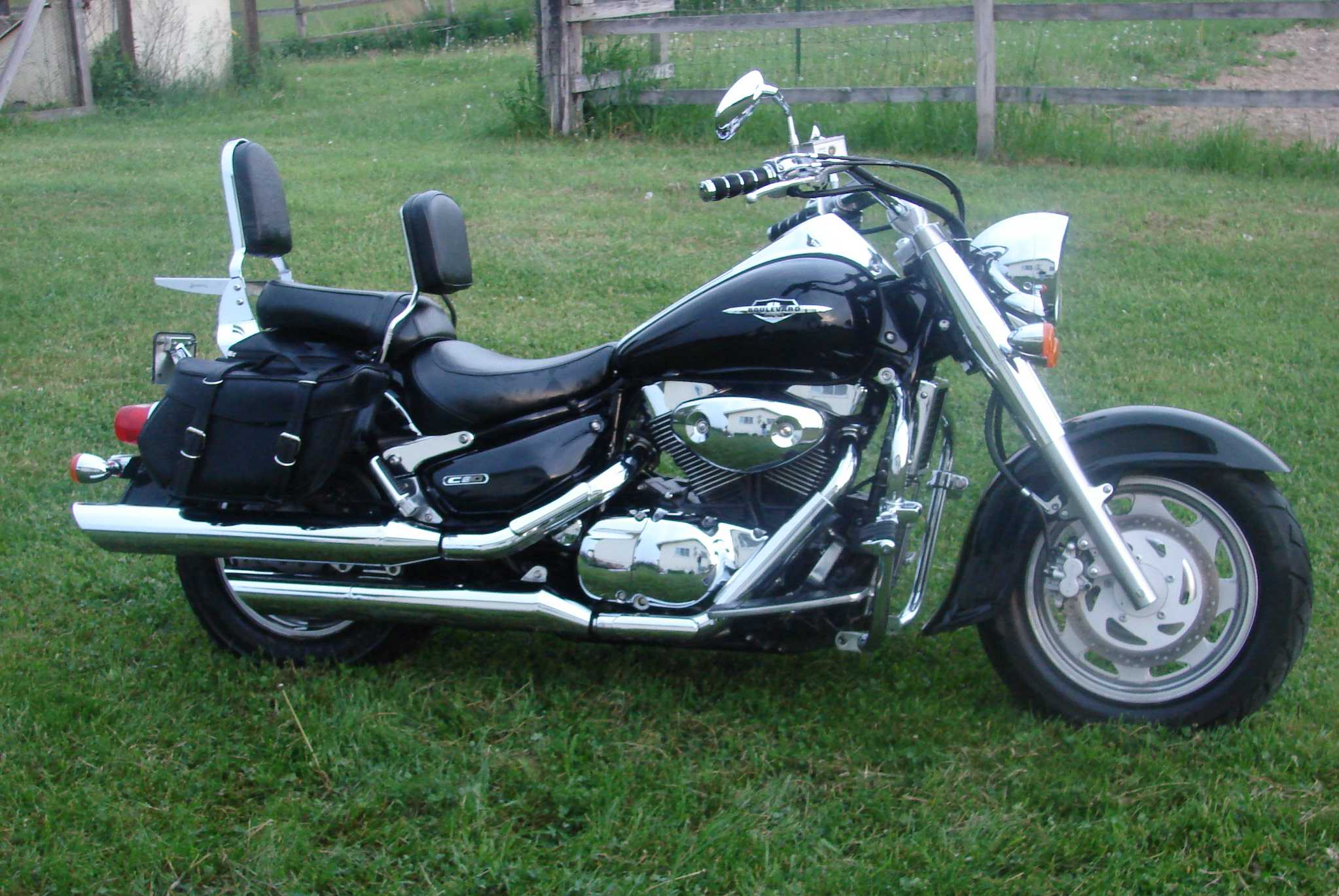
Suzuki Boulevard C90
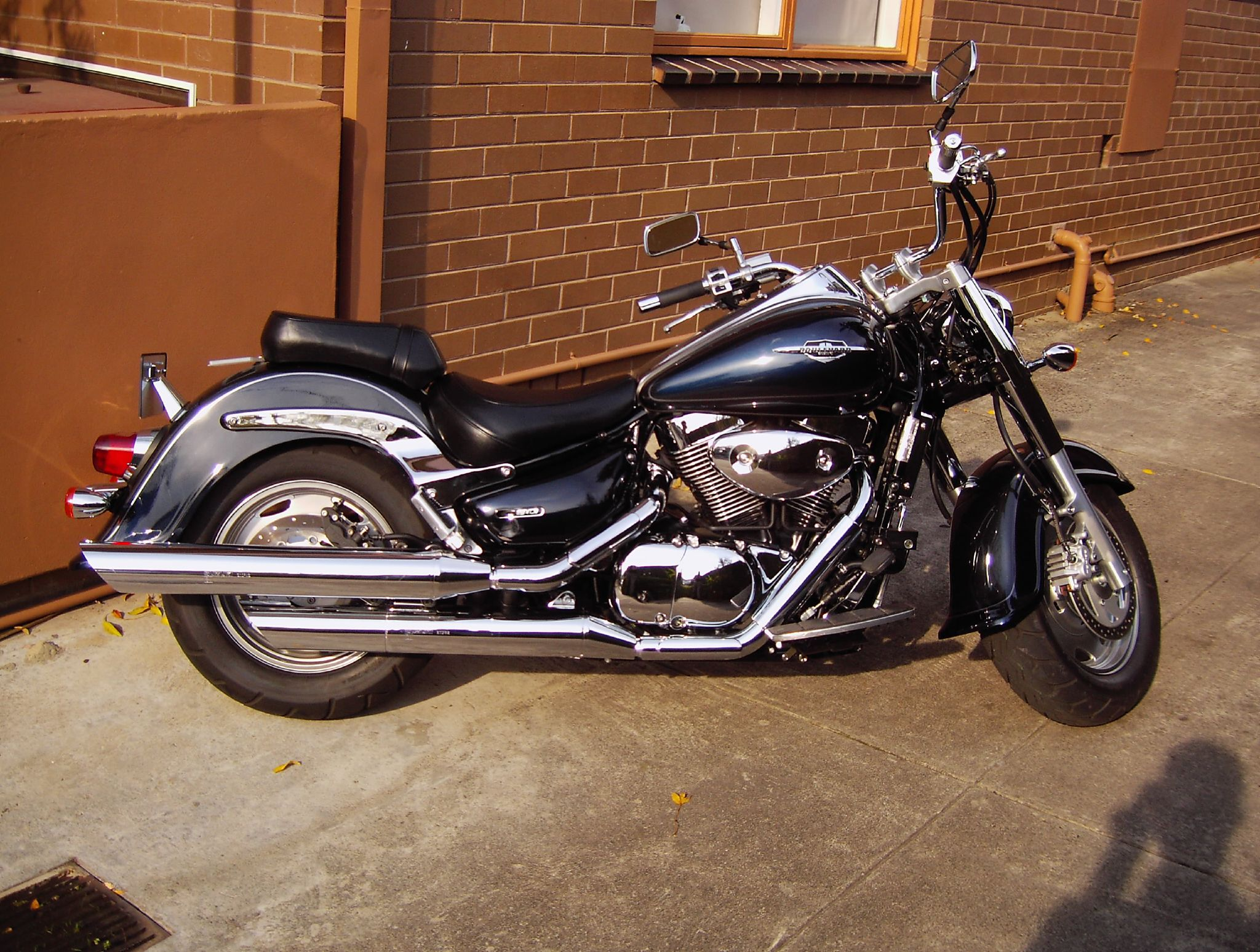
Suzuki Boulevard C90

### イントルーダーLC250
イントルーダーLC250は、1999年11月1日に発売された。
車名には「LC」と1,500ccモデルと同様のサブネームを持つものの、油冷エンジンを採用している訳ではなく、あえて言うなら3バルブである事が共通項ではあるものの、バンク角65度の空冷エンジンを採用している（LC以外の各モデルはVS1400GLを除いて基本的に水冷エンジン搭載車であり、いずれもバンク角45度）。また、チェーン駆動方式や（LC250およびLC125以外の各モデルはいずれもシャフト駆動を採用）。
2006年をもって日本国内での販売終了となった。一方、海外市場では継続販売されている。
VL250 (VJ51A) 仕様沿革
- 2000年：VL250Y
- 2001年：VL250K1
- 2002年：VL250K2
- 2003年：VL250K3
- 2004年：VL250K4
- 2005年：VL250K5
- 2006年：VL250K6
- 2007年：VL250K7
- 2012年：VL250L2

### VL125 / Intruder125LC
VL125は、イントルーダー250LCをベースとした排気量縮小モデルの国外専用車種である。250ccモデルと共通のフレームを使用し、ツインショック方式のスイングアームやチェーン駆動方式の採用などの点も同一であり、ボアストロークの変更により124ccとした空冷OHC3バルブ65°V型2気筒エンジンを搭載する。
VL125仕様沿革
- 2000年：VL125(U)Y
- 2001年：VL125(U)K1
- 2002年：VL125(U)K2
- 2003年：VL125(U)K3
- 2004年：VL125(U)K4
- 2005年：VL125(U)K5
- 2006年：VL125(U)K6
- 2007年：VL125(U)K7

## 第4世代VL系モデル一覧

### イントルーダークラシック800
イントルーダークラシック800は、2001年に発売された。
2006年をもって国内販売終了となった。
海外仕様は、「VL800 Volusia (Intruder Volusia)」の名称で販売され、先代シリーズのVS800GLとは別車種として並行ラインナップとなった。
北米市場では、VS55A系への移行と同時にブルバードシリーズへのブランド統合を受けたことから、2004年モデル（VL800K4型）までが「ボルシア800」であり、2005年モデル（VL800K5型）以降が「ブルバードC50」となる。
欧州市場では、VS55A系への移行に伴い、「VL800（イントルーダー）ボルシア」から、「イントルーダーC800」と名称変更を受けた。

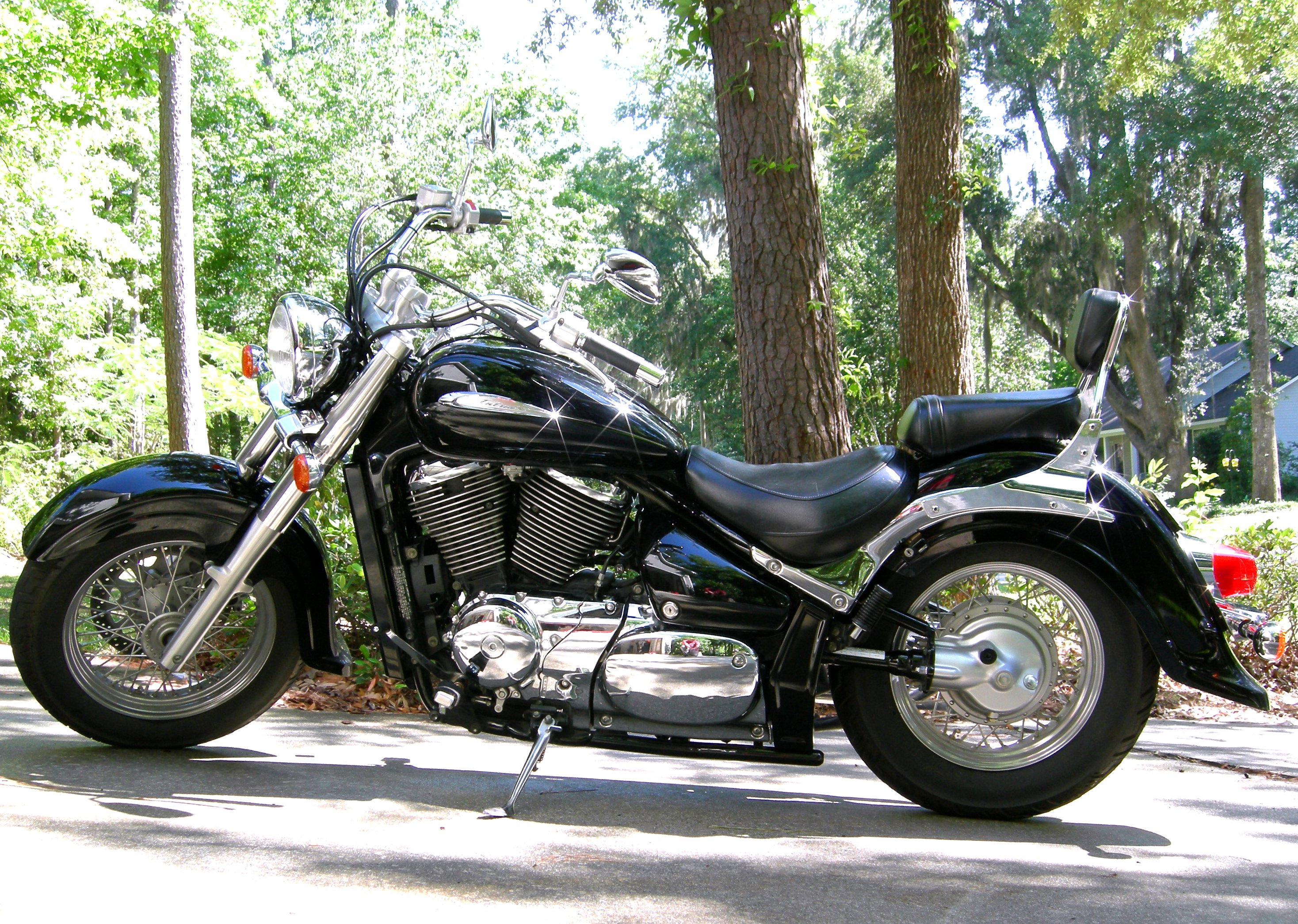
Suzuki VL800 Volusia （イントルーダークラシック800海外仕様）

VL800 (VS54A) 仕様沿革
- 2001年：VL800K1
- 2002年：VL800K2
- 2003年：VL800K3
- 2004年：VL800K4

VL800 (VS55A) 仕様沿革
- 2005年：VL800K5
- 2006年：VL800K6
- 2007年：VL800K7
- 2008年：VL800K8
- 2009年：VL800K9
- 2010年：VL800L0
- 2011年：VL800L1
- 2012年：VL800L2
- 2013年：VL800L3
- 2014年：VL800L4

- Suzuki VL800 Volusia
（イントルーダークラシック800海外仕様）

### イントルーダークラシック400
イントルーダークラシック400は、2001年3月5日に発売された。
2006年3月には、フロント側ステップがフットレスト型のステップボードに変更された。
2006年3月には、前後ホイールをキャストホイールに換装した派生モデルイントルーダークラシック400キャストホイール仕様が登場。車体構成や性能諸元は基本的に共通であり、ホイール以外の変更としては鋲打ちされたシートを装備している点が外観上の大きな差異となる。従来通りスポークホイール仕様である通常モデルとキャストホイール仕様の並行ラインナップ体制となった。
2008年11月には、クラシック400・クラシック400キャストホイール仕様ともにFI仕様のVK56A型へとマイナーチェンジされた。外観上の差異としては、エアクリーナーカバーが横長の楕円形から盾形へ変更されている。
VL400 (VK54A) 仕様沿革
- 2001年：VL400K1
- 2002年：VL400K2
- 2003年：VL400K3
- 2004年：VL400K4
- 2005年：VL400K5 / VL400ZK5 ※(Z) は特別仕様車
- 2006年：VL400(C)K6 ※(C) はキャストホイール仕様
- 2007年：VL400(C)K7 / VL400CZK7
- 2008年：VL400(C)K8 / VL400CZK8

VL400 (VK56A) 仕様沿革
- 2009年：VL400(C/CS/CZ)K9 ※(CZ) は特別仕様車「ブラックエディション」、(CS) は同「ホワイトエディション」。
- 2010年：VL400(C/CS/CZ)L0

このモデルは2016年に生産終了が公表された。

## 第5世代VL系モデル一覧

### Intruder C1800R / Boulevard C109R
イントルーダーC1800R（ブルバードC109R）は、日本国外専用モデルである。
欧州一般向けが「イントルーダーC1800R」、北米・豪州向けが「ブルバードC109R」の名称で販売されている。
2007年に2008年モデルとして発売され、2009年モデルが最終となり、2012年まで販売された。
VLR1800 仕様沿革
- 2008年：VLR1800K8
- 2009年：VLR1800K9

### Intruder C1500 / Boulevard C90
イントルーダーC1500（ブルバードC90）は、日本国外専用モデルである。
欧州一般向けが「イントルーダーC1500」、北米・豪州向けが「ブルバードC90」の名称で販売されており、機種名の示す通りイントルーダーLC（VY51A型）の後継モデルとしてラインナップされる。
イントルーダーC1500 仕様一覧
- イントルーダーC1500（2013年）：通常モデル
- イントルーダーC1500 B.O.S.S.（2015年）：各部のパーツ類をブラックアウトした特別仕様車。
- イントルーダーC1500T（2015年）：ウィンドシールドとパニアケースを標準装備したツアラー仕様。
- イントルーダーC1500T B.O.S.S.（2015年）：ウィンドシールドとパニアケースを標準装備したツアラー仕様、各部のパーツ類をブラックアウトした特別仕様車。